# Reproducere asexuată
Reproducerea asexuată constă în apariția unui nou individ pe corpul-mamă. Aceasta se realizează atât la protozoare (apariția unui sanț longitudinal care împarte celula în două), cât și la spongieri si celenterate. La restul grupelor de animale reproducerea este sexuată.

### Reproducere asexuată (vegetativă) la angiosperme
- prin drajon, care reprezintă un lăstar crescut în mod natural pe o rădăcină superficială. Procedeul este și folosit de om, astfel că prin separarea unui lăstar al unei plante crescut din rădăcină, și plantarea sa în alt loc, rezultă o nouă plantă.
- prin stolon, care reprezintă o tulpină sau ramură târâtoare care, în contact cu pământul, formează rădăcini și dă naștere unei plante noi.
- prin butășire, în care o porțiune de ramură, lăstar, de rădăcină sau de frunză (denumită butaș), este detașată de la planta-mamă și sădită în pământ, cu scopul de a se înrădăcina și de a forma o plantă nouă.
- prin marcotaj, în care o ramură sau un lăstar al unei plante, nedesprins de ea (denumit marcotă), înfipt cu capătul liber în pământ pentru a prinde rădăcină și care, tăiat și răsădit după ce a făcut rădăcină, dă o plantă nouă.

## Vezi și
- Listă de termeni din biologie
- Altoire, port altoi și altoi
- Bulb
- Corm
- Clonare
- Himeră
- Înrădăcinare
- Meristem
- Mugur
- Mutație genetică
- Reproducere vegetativă
- Rizom
- Tubercul
- Țesut vegetal